# Serrat de Garrabea
El Serrat de Garrabea és una serra situada al municipi d'Alt Àneu a la comarca del Pallars Sobirà, amb una elevació màxima de 2.447 metres.